# Polímer semicristal·lí
Un polímer semicristal·lí és un polímer que conté dues regions clarament definides en el seu estat sòlid. Una d'aquestes regions és amorfa i l'altra és cristal·lina.
Perquè un polímer presenti semicristal·linitat, han de complir-se certes condicions, como ho són la regularitat dels monòmers, és a dir que la cadena contingui unitats que es repeteixin de forma constant. També ha de formar-se una hèlix respecte als substituents (el PE i el PP són parcialment excepció d'aquesta regla) i a més s'ha de complir la condició de tacticitat.